# Ramesseum

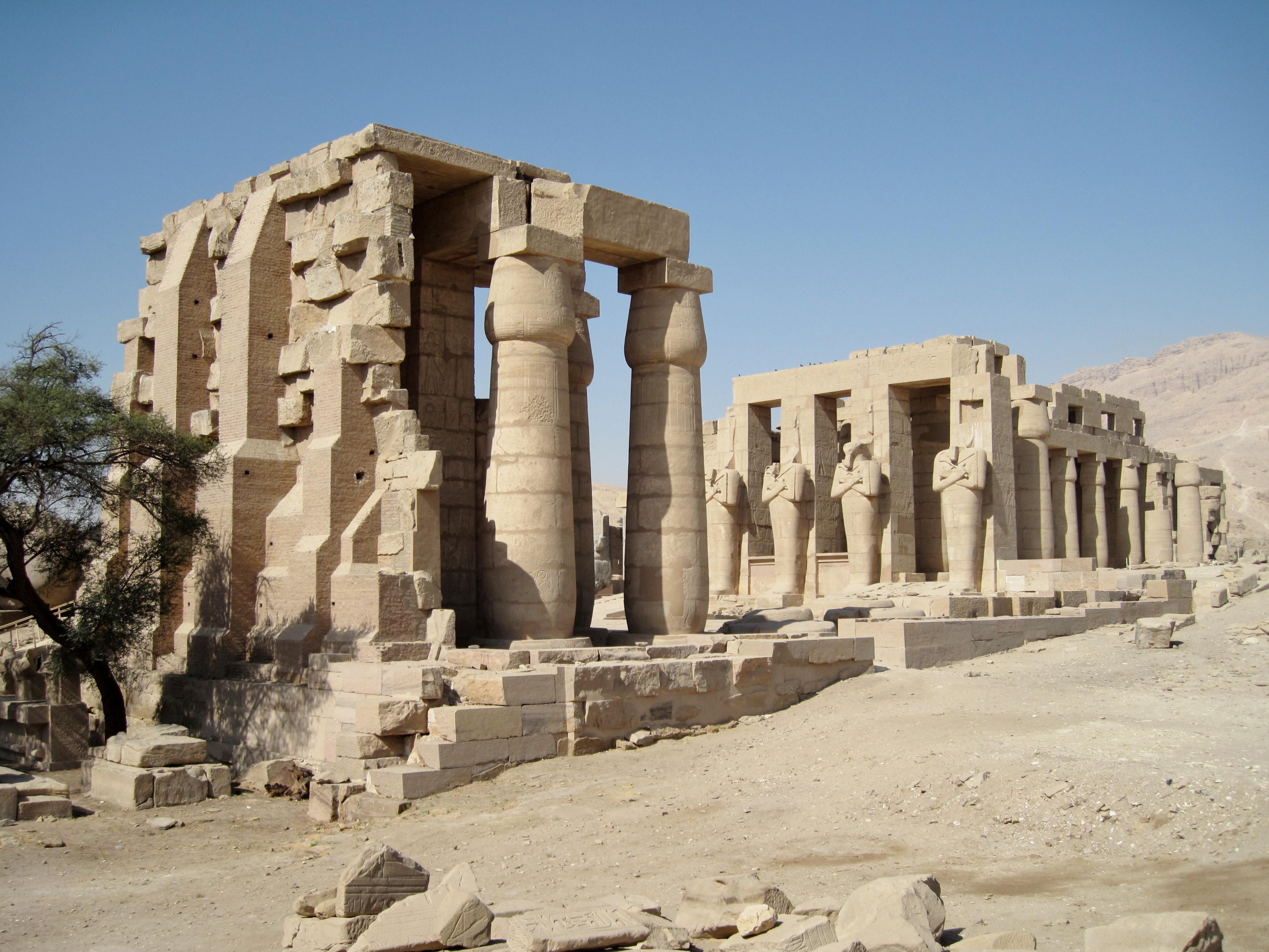
Das Ramesseum

Das Ramesseum ist ein von Ramses II. in Theben-West erbauter Tempel. Es zählt mit den anderen Tempeln, die dort standen, zu den Millionenjahrhäusern. Es befindet sich in der thebanischen Nekropole in Oberägypten, westlich des Nils, gegenüber der modernen Stadt Luxor. Der Name – oder zumindest seine französische Form Rhamesséion – wurde von Jean-François Champollion geprägt, der 1829 die Ruinen der Stätte besuchte und als Erster die Hieroglyphen identifizierte, aus denen sich die Namen und Titel von Ramses an den Wänden zusammensetzten.
Im Ramesseum fand der Totenkult für Ramses II. sowie der Kult für die thebanische Göttertriade, bestehend aus Amun, Mut und Chons, statt. Mit einer hohen Mauer umgeben wirkte das Ramesseum wie eine Festung. Ein Kanal verband alle Grabanlagen miteinander. Auf den Außen- und Innenwänden ließ Ramses II. unter anderem seine große Schlacht bei Kadesch darstellen. Der Zwischenraum von Mauer und Tempel war mit Magazinen und Werkstätten belegt. Ihre paraboloiden Tonnengewölbe aus luftgetrockneten Ziegeln sind teilweise bis heute erhalten. Die Grundfläche der Magazine betrug 8.300 m². Zum Ramesseum gehörten auch ein Mammisi (Geburtshaus), eine Hafenanlage und ein heiliger See. In der Anlage liegt eine beschädigte Statue eines Pharaos, welche einer der schwersten je geschaffenen und transportierten bekannten Monolithen ist.

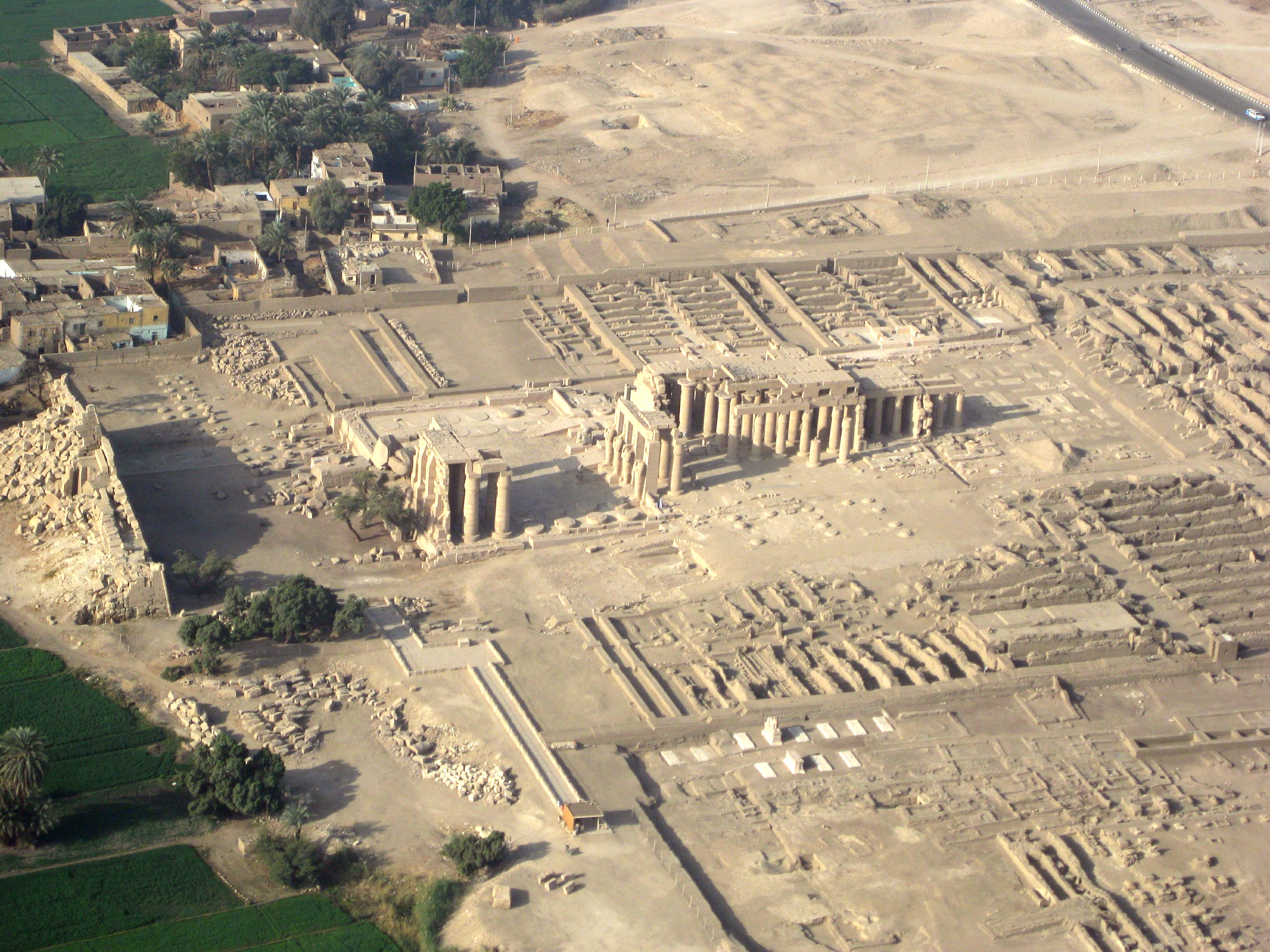
Luftbildaufnahme des Ramesseum
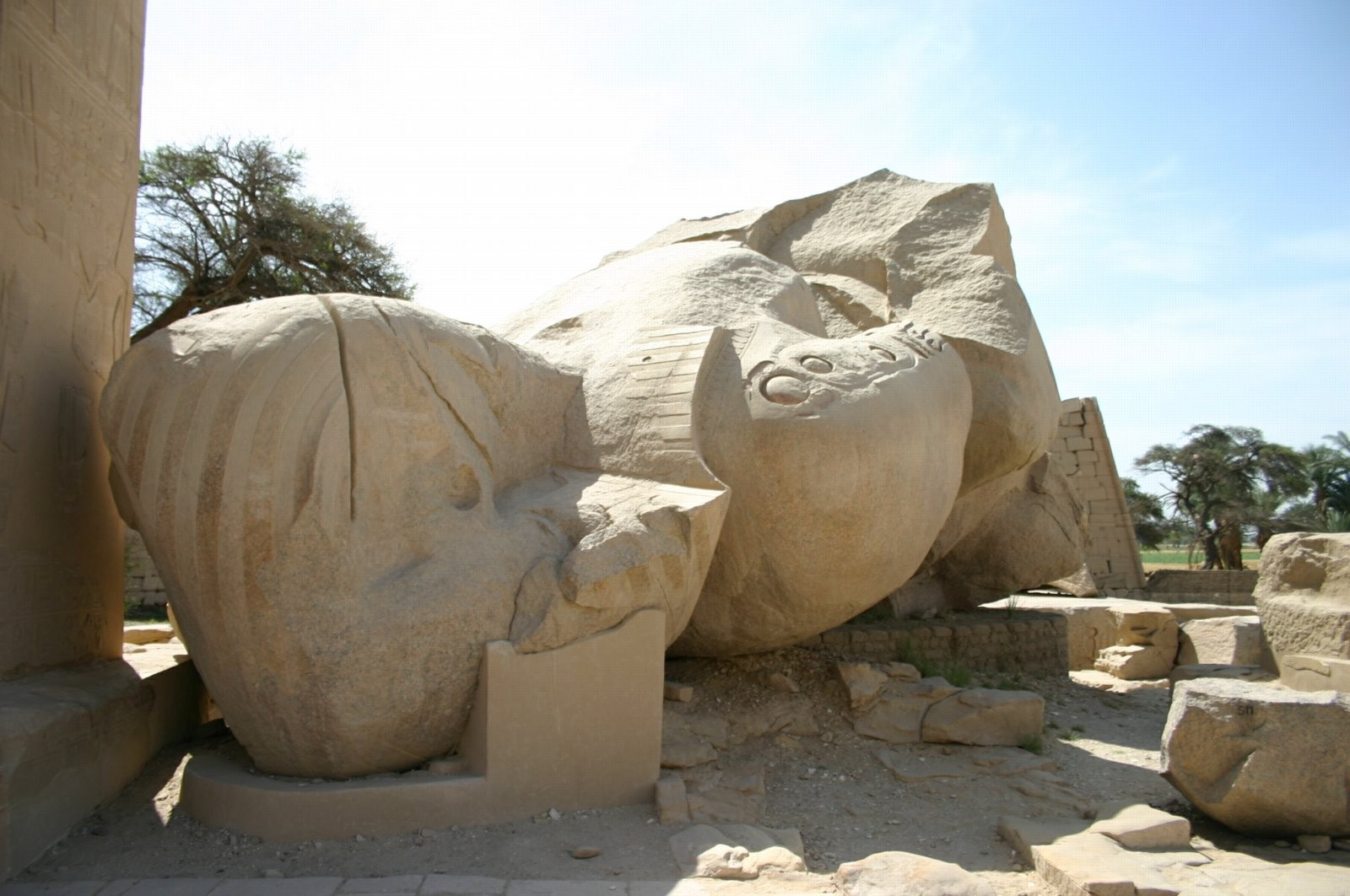
Torso der schweren Statue
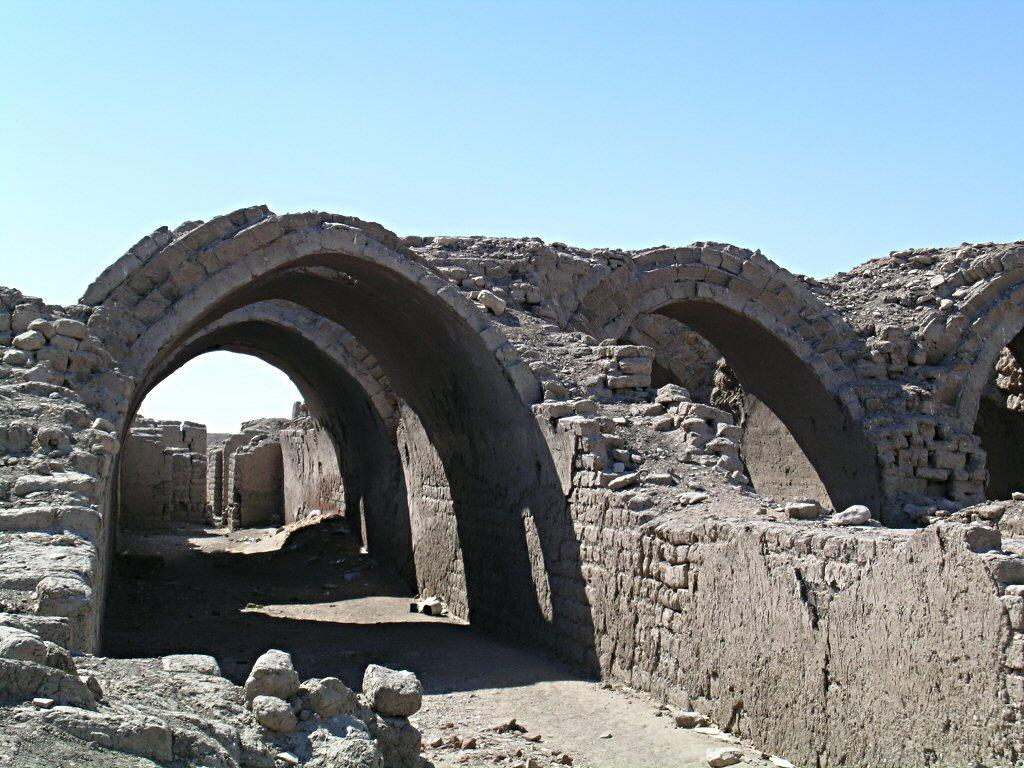
Lagerräume des Tempels, Tonnengewölbe mit Kettenbogen-Querschnitt